# Rudbeckia laciniata
La Rudbeckia comune (nome scientifico Rudbeckia laciniata L., 1753) è una pianta erbacea, perenne a fiori gialli, simile alle “margherite”, appartenente alla famiglia delle Asteraceae.

## Etimologia
L'etimologia del nome generico (Rudbeckia) deriva dal cognome di due botanici svedesi (padre e figlio) Olaus Johannis Rudbeck (1630-1702) e Olaus Olai Rudbeck (1660-1740); il promotore di questa dedica fu Carl von Linné. L'epiteto specifico (laciniata) deriva dall'habitus di questa pianta: le profonde incisioni (lacinie) delle foglie.

Il binomio scientifico attualmente accettato (Rudbeckia laciniata) è stato proposto da Carl von Linné (1707 – 1778) biologo e scrittore svedese, considerato il padre della moderna classificazione scientifica degli organismi viventi, nella pubblicazione Species Plantarum del 1753.

## Descrizione

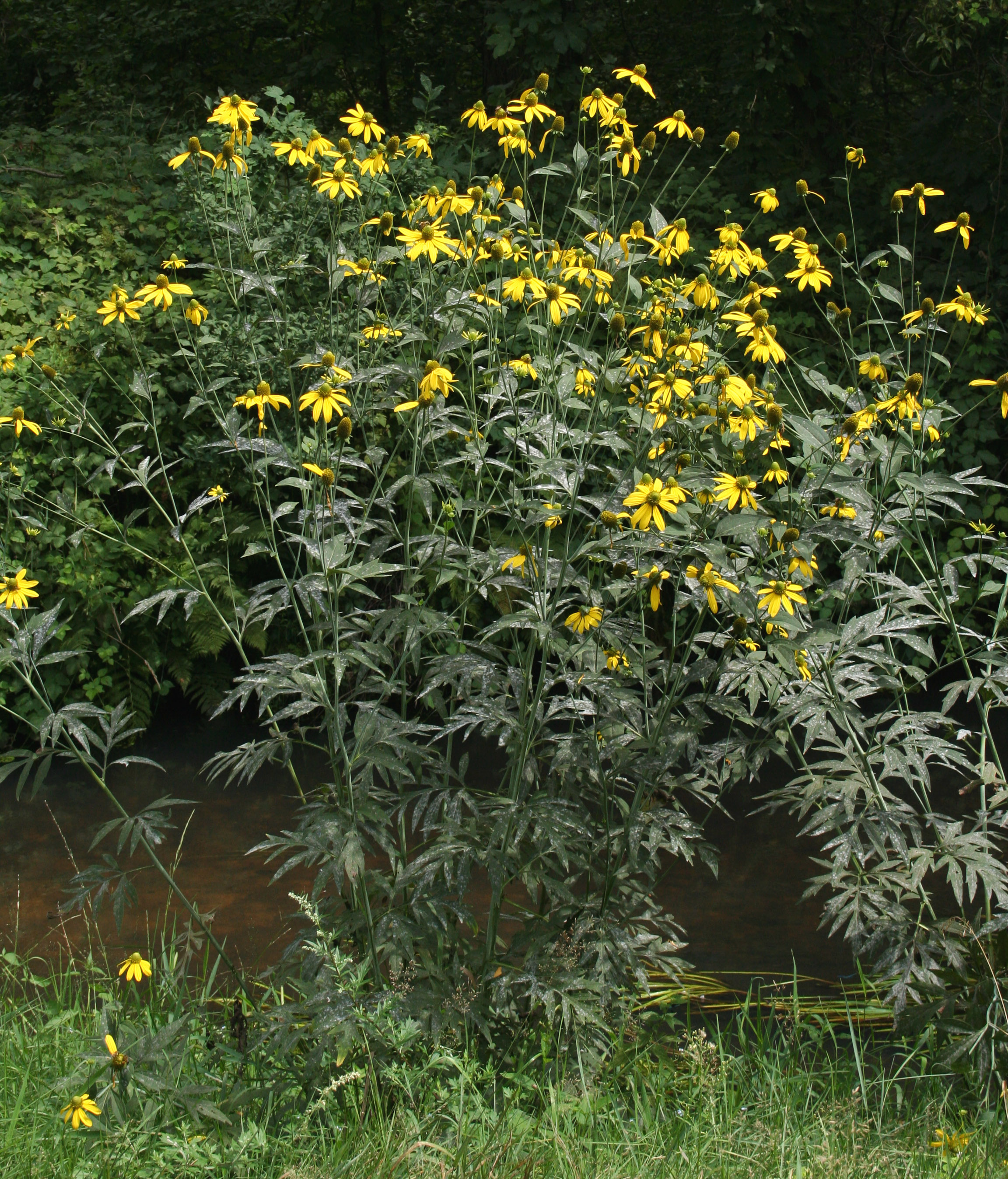
Il portamento

L'altezza di queste piante può variare da 2 a 20 dm (anche 30 dm nel Nord America.  La forma biologica della specie è geofita bulbosa (G bulb); ossia sono piante perenni erbacee che portano le gemme in posizione sotterranea. Durante la stagione avversa non presentano organi aerei e le gemme si trovano in organi sotterranei come rizomi, organi di riserva che annualmente producono nuovi fusti, foglie e fiori. Tutta la pianta è glabra.

### Radici
Le radici sono secondarie da rizoma e sono di tipo fibroso.

### Fusto
- Parte ipogea: la parte sotterranea è un rizoma ingrossato e fusiforme (allungato).
- Parte epigea: la parte aerea del fusto è eretta e ascendente.

### Foglie

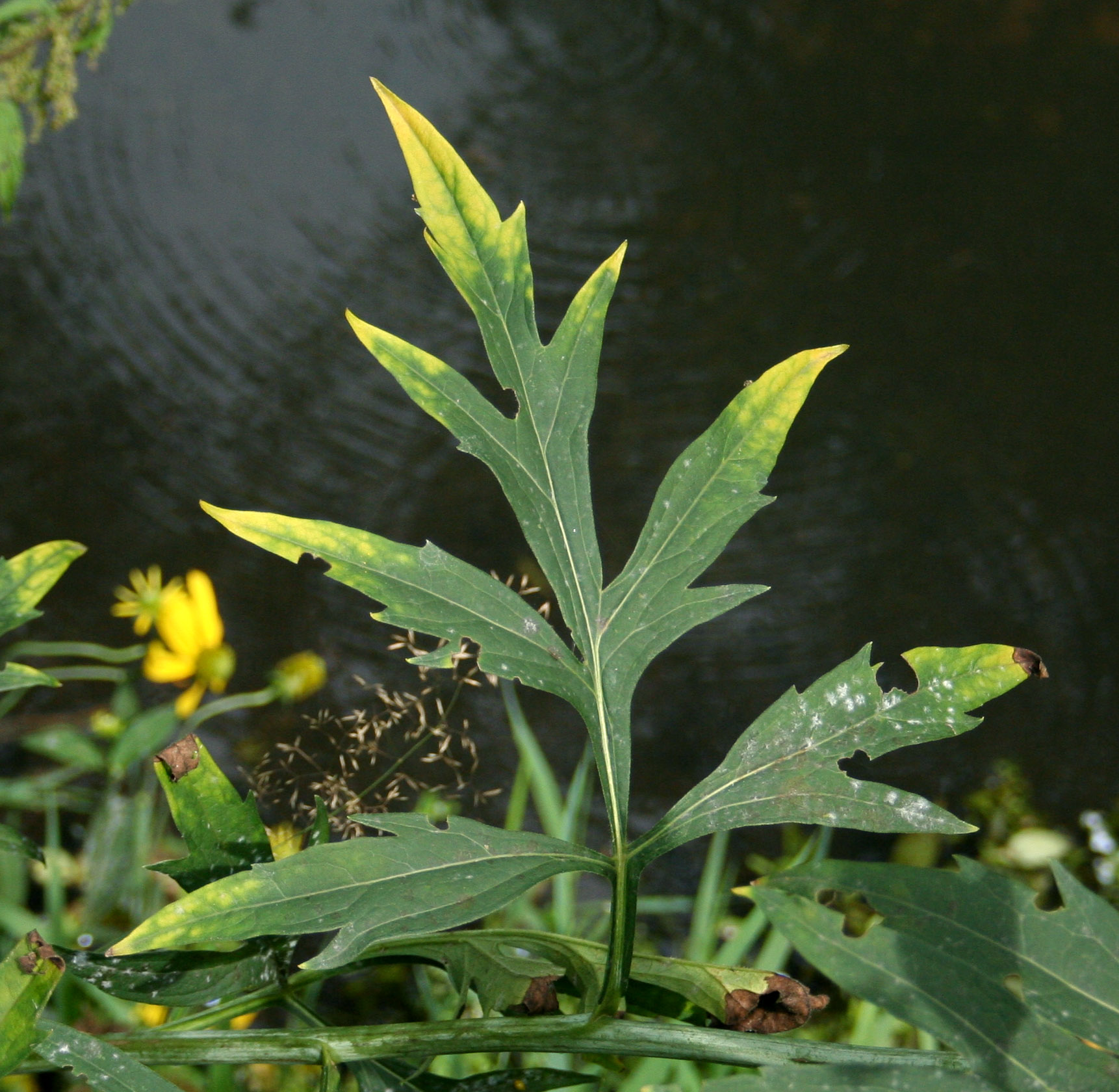
La foglia laciniata

Le foglie sono picciolate (eventualmente sessili quelle cauline superiori) a disposizione alterna. Quelle inferiori sono semplici o poco incise. Quelle superiori sono profondamente incise (o completamente divise) in tre-sette (fino a 11) grandi segmenti pennati (foglie pennato-composte). La forma dei segmenti va da ovata a lanceolata con apice acuminato. I margini sono dentati. La superficie è generalmente glabra (raramente pelosa) e con macchie traslucide. Dimensione delle foglie basali: larghezza 10 – 25 cm; lunghezza 15 – 50 cm. Dimensione delle foglie cauline: larghezza 30 – 20 cm; lunghezza 40 – 80 cm. 

### Infiorescenza

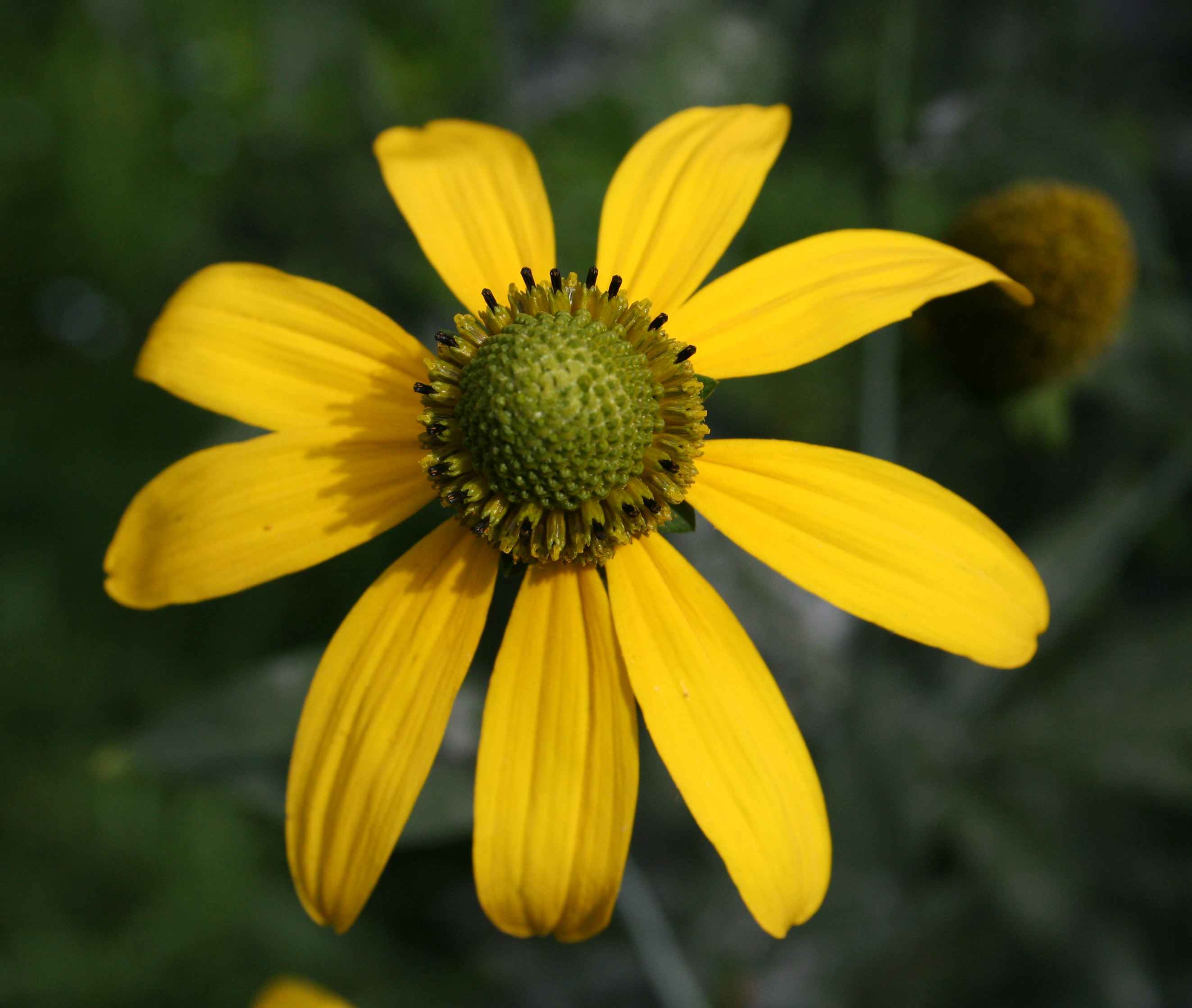
Il capolino

L'infiorescenza è formata da medio-grandi capolini (da 2 a 25 per pianta) alla sommità di lunghi peduncoli terminali. La struttura dei capolini è quella tipica delle Asteraceae: un peduncolo sorregge un involucro semisferico composto da più squame (da 8 a 15) ovali e con margini cigliati a disposizione embricata e poste in 3 - 4 serie che fanno da protezione al ricettacolo  emisferico e conico, assai elevato e provvisto di pagliette acute e persistenti sul quale s'inseriscono due tipi di fiori: quelli esterni ligulati (da 5 a 12) di colore giallo, molto più lunghi dell'involucro; quelli interni brevemente tubulosi (da 150 a 300) di colore verde giallastro sporgenti verso l'alto/fuori. Diametro totale dei capolini: 7 – 15 cm. Lunghezza delle squame: 2 cm.

### Fiore
I fiori sono zigomorfi (quelli ligulati), attinomorfi(quelli tubulosi); sono inoltre tetra-ciclici (formati cioè da 4 verticilli: calice – corolla – androceo – gineceo) e pentameri (calice e corolla formati da 5 elementi). Sono inoltre ermafroditi, più precisamente i fiori del raggio (quelli ligulati) sono sterili; mentre quelli del disco centrale (tubulosi) sono bisessuali.
- Formula fiorale: per questa pianta viene indicata la seguente formula fiorale:

* K 0/5, C (5), A (5), G (2), infero, achenio
- Calice: i sepali sono ridotti ad una coroncina di squame.
- Corolla: i fiori periferici (ligulati) sono nastriformi (provvisti di lunghe lingule – sono decisamente più lunghi dell'involucro) a forma ellittica o oblanceolata e a disposizione raggiante. Quelli del disco centrale (tubulosi) hanno delle corolle tubulari a 5 denti. Dimensioni della ligula: larghezza 2 – 8 mm; lunghezza 40 – 50 mm. Lunghezza dei fiori tubulosi: 3,5 – 5 mm.
- Androceo: gli stami sono 5 con dei filamenti liberi; le antere  invece sono saldate fra di loro e formano un manicotto che circonda lo stilo. Le antere alla base sono ottuse[4] e il colore è bruno scuro.
- Gineceo: lo stilo è unico con uno stimma filiforme-conico assai breve e pubescente; l'ovario è infero e uniloculare formato da due carpelli concresciuti e contenente un solo ovulo.
- Fioritura: da luglio a ottobre.

### Frutti

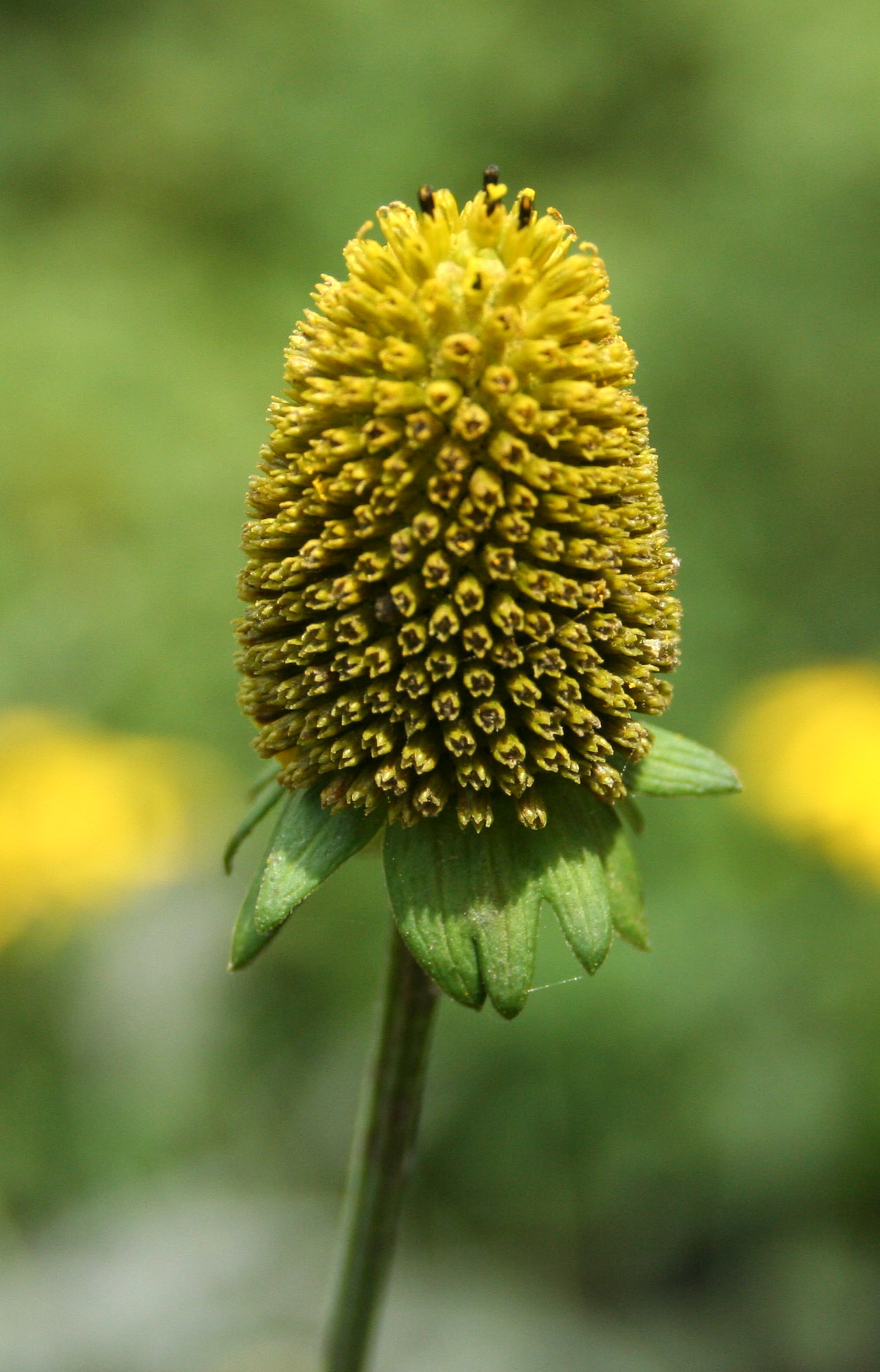
Capolino in fase di fruttificazione

I frutti sono degli acheni glabri a forma prismatica con pappo composto da una coroncina di piccoli denti. Lunghezza dei frutti: 5 mm. Lunghezza del pappo: 1,5 mm.

## Biologia
- Impollinazione: l'impollinazione avviene tramite insetti (impollinazione entomogama).
- Riproduzione: la fecondazione avviene fondamentalmente tramite l'impollinazione dei fiori (vedi sopra).
- Dispersione: i semi cadendo a terra sono successivamente dispersi soprattutto da insetti tipo formiche (disseminazione mirmecoria).

## Distribuzione e habitat

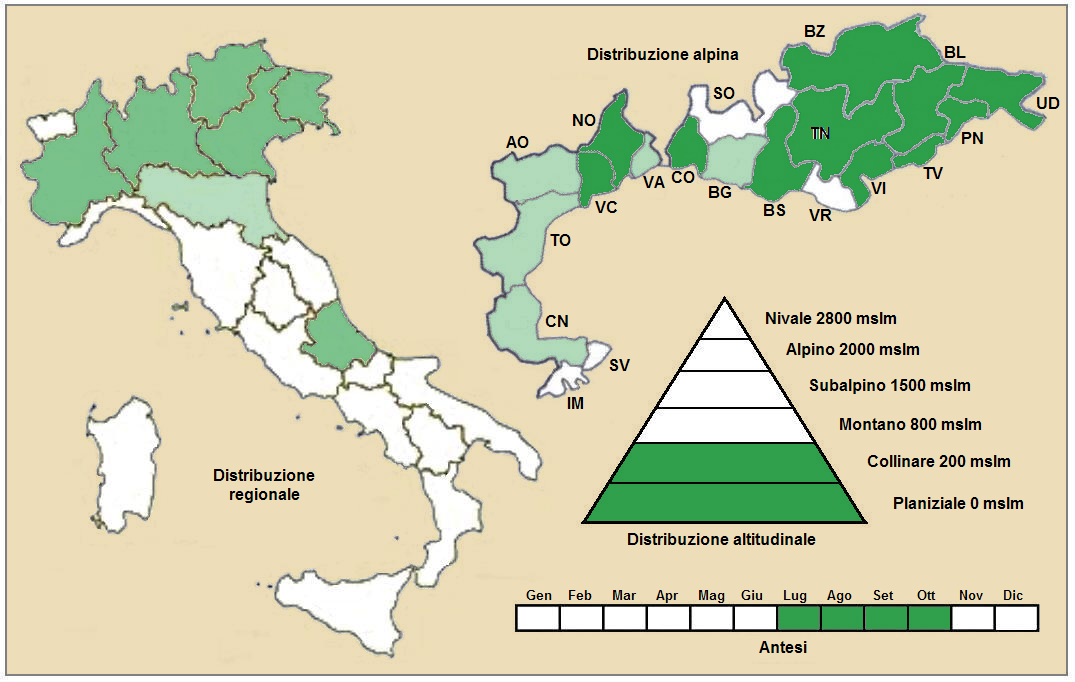
Distribuzione della pianta
(Distribuzione regionale – Distribuzione alpina)

- Geoelemento: il tipo corologico (area di origine) è Nord Americano. Questa specie venne in effetti importata dall'America settentrionale nel 1640 per essere utilizzata nel giardinaggio europeo[5].
- Distribuzione: in Italia questa pianta è presente al nord ma è considerata esotica naturalizzata e rara. Sulle Alpi italiane la presenza di questa specie è soprattutto concentrata nella parte orientale. Anche oltreconfine (sempre nelle Alpi) è presente in Austria e Slovenia (in Svizzera è presente solamente nei cantoni Ticino e Grigioni, mentre in Francia è presente solamente nel dipartimento dell'Alta Savoia). Sugli altri rilievi europei si trova nella Foresta Nera[8]. Oltre all'Europa questa specie è presente nel Nord America.[8]
- Habitat: l'habitat tipico per questa specie sono le sponde dei corsi d'acqua e i fossi; ma anche ambienti ruderali, strade rurali, scarpate (sempre su terreni umidi), nei megaforbieti e popolamenti a felci.  Il substrato preferito è sia calcareo che siliceo con pH neutro, alti valori nutrizionali del terreno che deve essere umido.
- Distribuzione altitudinale: sui rilievi queste piante si possono trovare fino a 300 m s.l.m.; frequentano quindi i seguenti piani vegetazionali: collinare e quello planiziale – a livello del mare.

### Fitosociologia
Dal punto di vista fitosociologico la specie di questa voce appartiene alla seguente comunità vegetale:
Formazione: delle comunità delle macro- e megaforbie terrestri
Classe: Filipendulo-Convolvuletea
Ordine: Convolvuletalia
Alleanza: Convolvulion sepium

## Tassonomia
La famiglia di appartenenza della R. laciniata (Asteraceae o Compositae, nomen conservandum) è la più numerosa del mondo vegetale, comprende oltre 23000 specie distribuite su 1535 generi (22750 specie e 1530 generi secondo altre fonti). Il genere di appartenenza (Rudbeckia) è composto da una ventina di specie.

Anche se il genere non è molto corposo, i botanici comunque lo suddividono in varie sezioni secondo caratteristiche sia morfologiche che anatomiche più interne al fiore stesso. La specie di questa voce appartiene al gruppo delle “Rudbeckie” con foglie composte e picciolate e disco centrale (del capolino) di colore verdognolo, che si allunga a cilindro dopo la fioritura.

Il numero cromosomico di R. laciniata è: 2n = 76.

### Filogenesi
Alcuni autori (specialmente nel passato) accomunano in uno stesso gruppo sia le specie del genere Rudbeckia che quelle del genere Echinacea. Ma recenti studi filogenetici basati tra l'altro sul DNA nucleare ribosomale indicano che Rudbeckia insieme ai generi Dracopis e Ratibida (escluso quindi il genere Echinacea) formano un gruppo monofiletico (corrispondente alla sottotribù Rudbeckiinae sensu H. Robinson).

### Variabilità
Nell'America del nord sono presenti quattro varietà (non presenti in Italia), qui descritte brevemente:
- var. ampla (A. Nelson) Cronquist  (1955): l'involucro ha una forma più ovoidale; il disco centrale ha un diametro di 20 – 30 mm. Distribuzione: a ovest delle Grandi Pianure.

- le seguenti varietà hanno l'involucro a forma globosa o emisferica, e il disco centrale ha un diametro di 10 – 20 mm.

- var. heterophylla (Torrey & A. Gray) Fernald & B. G. Schubert (1948): le foglie basali non sono lobate (e sono quindi diverse da quelle caulinari pennatosette); le superfici delle foglie sono pelose. Distribuzione: Florida
- var. humilis A. Gray (1884):  le foglie sono divise in 0, 3 o 5 lobi. Distribuzione: stati del sud della costa atlantica.
- var. bipinnata Perdue (1962) : le foglie sono 2-pennate. Distribuzione:  stati del nord della costa atlantica.

Esistono dei cultivar con capolini composti da diverse decine di fiori ligulati disposti su più serie (simili alle Dalie).

### Sinonimi
Questa entità ha avuto nel tempo diverse nomenclature. L'elenco seguente indica alcuni tra i sinonimi più frequenti:
- Rudbeckia ampla A. Nelson (sinonimo di R. laciniata var. ampla)
- Rudbeckia digitata Mill. (1768) (sinonimo di R. laciniata var. humilis)
- Rudbeckia heterophylla Torr. & A. Gray (sinonimo di R. laciniata var. heterophylla)
- Rudbeckia laciniata var. digitata (Mill.) Fiori (sinonimo di R. laciniata var. humilis)
- Rudbeckia laciniata var. gaspereauensis Fernald (sinonimo di R. laciniata var. laciniata)
- Rudbeckia quinata Miller (1768)

### Specie simili
Le due specie di Rudbeckia presenti sul territorio italiano (Rudbeckia laciniata e Rudbeckia hirta) sono molto simili tra di loro. Si distinguono in quanto la R. hirta è completamente cosparsa di peli irti, mentre le foglie di R. laciniata sono profondamente incise o sono pennato-composte.

## Usi

### Farmacia
Secondo la medicina popolare questa pianta ha le seguenti proprietà medicinali:
- carminativa (favorisce la fuoriuscita dei gas intestinali);
- cataplasmatica (medicamento pastoso per usi esterni con capacità emolliente).

### Cucina
In alcuni casi è impiegata nella cucina (le foglie come tè o i gambi cotti come i sedani), ma sempre con molta cautela in quanto tossica.

### Giardinaggio
L'uso principale che attualmente viene fatto di queste piante è nel giardinaggio. Se messe in zone soleggiate o parzialmente ombreggiate su qualsiasi tipo di terreno crescono bene senza grandi problemi. L'effetto migliore si ottiene producendo delle grandi macchie decorative in giardini ampi e piuttosto rustici.

### Altro
Per i pascoli questa pianta è considerata infestante in quanto è velenosa per i bovini, ovini e suini.